# Спецслужбы Швейцарии
Разведывательное сообщество Швейцарии в настоящее время включает в себя
Федеральную службу разведки (нем. Nachrichtendienst des Bundes, фр. Service de renseignement de la Confédération, итал. Servizio d'informazione federale, романш. Servetsch d'infurmaziun da la Confederaziun), созданную 1 января 2010 года путём слияния Службы анализа и предупреждения (нем. Zusammenführung des Dienstes für Analyse und Prävention) со Службой стратегической разведки (нем. Strategischen Nachrichtendienstes). Федеральная разведывательная служба Швейцарии входит в состав Департамента (министерства) обороны и является оператором системы радиоэлектронной разведки Onyx. Поддерживает контакты более чем со 100 органами разведки, полиции и служб безопасности по всему миру. Эти многосторонние контакты находятся под контролем Федерального Совета Швейцарии.
Помимо Федеральной разведывательной службы, в составе Вооруженных сил Швейцарии имеется отдельная Служба военной разведки.
Кроме того, Почтовая служба наблюдения и связи (нем. Überwachung Post- und Fernmeldeverkehr) Швейцарии с 1 января 2008 года отвечает за координацию перехвата телекоммуникаций по запросам Федерального департамента юстиции и полиции.